# 格倫伍德 (內布拉斯加州)
格倫伍德（英語：Glenwood）是位於美國內布拉斯加州水牛縣的普查規定居民點。

## 歷史
格倫伍德的郵局於1892年設立，其後於1900年停運。

## 人口
根據2020年美國人口普查的數據，格倫伍德的面積為6.22平方千米，皆為陸地。當地共有人口503人，而人口密度為每平方千米80.87人。